# 트로핌 로마킨
트로핌 표도로비치 로마킨(러시아어: Трофим Фёдорович Ломакин, 1924년 8월 2일 ~ 1973년 6월 13일)은 소련의 역도 선수였다. 그는 1952년 하계 올림픽에 나가 라이트헤비급 부문의 금메달을 획득하고, 8년 후 1960년 하계 올림픽에서는 헤비급 부문에서 은메달을 획득했다.
그는 또한 세계 선수권 대회에서 2번 (1957, 1958)우승했다.
시베리아의 외딴 마을에서 광부의 아들로 태어난 로마킨은 극동 국가의 소련 군대에서 봉사하는 동안에 18세 때 역도 훈련을 시작했다.
1949년에 그는 레닌그라드로 이주하고, 1952년에 자신의 첫번째 올림픽 금메달을 획득하였다. 1950년대에 그의 성공에도 불구하고, 그는 알코올에 중독되었고 이러한 이유로 1956년 올림픽 대표팀에서 제외되었다.
1960년에 은퇴한 후, 그는 일을 하지 못하고 범죄에 관련되었다. 1960년대 후반에 소련에서 금을 밀수하려다가 체포되어 징역 5년을 선고받았다. 3년 후에 석방되었으나, 20m 높이에서 떨어져서 사망했다.